# Anna-Eva Bergman
Anna-Eva Bergman (Estocolmo, Suecia; 29 de mayo de 1909 - Grasse, Francia; 24 de julio de 1987) fue una pintora expresionista abstracta noruega que formó parte de la Escuela de arte de París.

## Biografía
Nació en Estocolmo en 1909. Tras el divorcio de sus padres, siendo muy niña, se instaló con su madre en Noruega. Estudió Bellas Artes en la Statens Kunstakademi, la Academia Noruega de Bellas Artes, de Oslo (1926). Continuó su formación en Viena en 1928-1929 y estudió en el taller del pintor André Lothe en París durante 1929.

## Obra
Sus comienzos se caracterizaron por la influencia de los artistas alemanes de la Nueva Objetividad, como Otto Dix o George Grosz. En esos años utiliza tinta, colores primarios y acuarelas para realizar obras cercanas a la caricatura.
A partir de la década de 1950, experimentó un giro radical pasando a la abstracción pictórica, trabajando en torno a la línea y el ritmo. A partir de allí, su obra se caracterizó por los motivos naturales, mitología escandinava, planetas, montañas, barcas, fiordos o la luz nórdica.
En 1959 Anna-Eva Bergmann participó en la Documenta II en Kassel.
En 2011 Lydia Harambourg explicaba de la obra de Bergman: "...en su obra se transcriben espacios imaginarios, helados, visiones de icebergs y fiordos a partir de volúmenes con bordes cortados, con una paleta oscura o clara, cuyos colores aplasta (...). Una pintura pura cuyo minimalismo invita a la meditación."
Algunas obras suyas son Fragmento de una isla en Noruega, 1951, y Pierre de Castille 6, 1970.
La mayor parte de su obra la realizó en Francia donde participó en numerosas exposiciones hasta el año de su fallecimiento en 1987. En sus comienzos encontramos ilustraciones para libros tanto ajenos como escritos por ella misma. En los últimos cuarenta años de su producción artística se decantó por la pintura de carácter abstracto e inspirada en la naturaleza, buscando nuevas técnicas empleó en sus obras láminas metálicas de aluminio, plata y oro.

## Vida personal
En 1929 se casó con el pintor alemán Hans Hartung. En 1932 fueron a vivir a Menorca. Bajo la presión de su madre, se divorció y se volvió casar en 1957, una vez hubo alcanzado reconocimiento por sus propias obras en el sector, permanecieron juntos hasta su muerte. Ella y su marido vivieron y trabajaron juntos durante muchos años en Francia, especialmente en París. Las obras de la pareja de artistas se exhiben en la Fundación Hartung-Bergman desde 1994.